# Heiner Stadler (Musiker)
Heiner Stadler (* 9. April 1942 in Danzig-Westpreußen; † 18. Februar 2018 in Silver Spring, Maryland) war ein deutsch-amerikanischer Komponist und Musikproduzent, der auch als Jazzpianist hervorgetreten ist.
Stadler wuchs in Hamburg auf und zog 1965 nach New York City. Dort war er als Musikproduzent tätig; zunächst nahm er für Wergo Alben von John Cage und Meredith Monk auf. Auch organisierte er Konzerte von  Albert King, John Lee Hooker, Lightnin’ Hopkins, Pete Seeger, Arlo Guthrie und dem Harlem Spiritual Ensemble. Weiterhin ist er beispielsweise für die Wieder- und Erstveröffentlichung von Einspielungen der Pianistin Grete Sultan, des Bluesharp-Spielers Peg Leg Sam und die Gesamtaufnahme des Bachschen Klavierwerks durch Joâo Carlos Martin auf dem von ihm gegründeten, genreübergreifenden Label Labor Records verantwortlich. Zudem hat er komplexe Jazz-Kompositionen geschrieben und außergewöhnliche Arrangements klassischer Jazzstücke von Charlie Parker und Thelonious Monk vorgelegt, die von der Kritik stark beachtet wurden.

## Diskographische Hinweise
Als Musiker
- Retrospection (mit Jimmy Owens, Joe Farrell, Don Friedman, Barre Phillips, Joe Chambers, Albert Mangelsdorff, Manfred Schoof, Dee Dee Bridgewater u. a., 1966–1976)
- A Tribute to Bird and Monk (mit Thad Jones, George Adams, George Lewis u. a., 1978)
- Jazz Alchemy – Six Pieces For Trumpet, Bass and Drums (mit Charles McGhee, Richard Davis, Marilyn Crispell u. a.; 1974–1988)

Als Produzent
- John Cage: Etudes Australes (Grete Sultan, Klavier) {Wergo WER 61522, 3 CDs}
- Grete Sultan The Legacy, Vol. 1: Bach (Goldberg-Variationen), Debussy, Schönberg und Cage {Concord 42030}
- Grete Sultan The Legacy, Vol. 2: Beethoven (Diabelli-Variationen), Copland, Wolpe, Hovhaness, Cage u. a. {Labor 7038-2}

## Einzelbelege
1. ↑  Heiner Stadler 1942-2018. Legacy.com, 25. Februar 2018, abgerufen am 25. Februar 2018 (englisch).
2. ↑  September 4
3. ↑  Jean-Claude Kuner: Manuskript einer WDR-Sendung über Grete Sultan (PDF-Datei; 195 kB)
4. ↑  vgl. auch Die Martins-Passion, Der Spiegel, 27. Mai 2002

| Personendaten    | Personendaten                                         |
| ---------------- | ----------------------------------------------------- |
| NAME             | Stadler, Heiner                                       |
| KURZBESCHREIBUNG | deutsch-amerikanischer Musikproduzent und Jazzmusiker |
| GEBURTSDATUM     | 9. April 1942                                         |
| GEBURTSORT       | Danzig-Westpreußen                                    |
| STERBEDATUM      | 18. Februar 2018                                      |
| STERBEORT        | Silver Spring, Maryland                               |